# وليام نيلسون جودوين
وليام نيلسون جودوين (بالإنجليزية: William Nelson Goodwin)‏ (و. 1909 – 1975 م) هو محام، وقاض من الولايات المتحدة الأمريكية .